# Permanent Record (1988.)
Permanent Record je američki dramski film iz 1988. u kojem glume Pamela Gidley, Michelle Meyrink, Keanu Reeves, Jennifer Rubin i Alan Boyce. Film je bio sniman na lokacijama u Portlandu i Yaquina Headu, Newport Beach, Oregon.
Film se primarno bavi utjecajem samoubojstva, te kako se prijatelji i obitelj nose s tugom.

## Vanjske poveznice
- Permanent Record na Rotten Tomatoes